# Wojny Aszanti
Termin Wojny Aszanti może dotyczyć następujących konfliktów zbrojnych:

## Wojna Aszanti z Fante 1806-1807
Konfederacja Aszanti była ważnym afrykańskim królestwem na Złotym Wybrzeżu. Rywalizacja między Aszanti a Fante utrzymywała się długo i na początku XIX stulecia urosła do dużo poważniejszego problemu. Brytyjczycy zwykle byli sprzymierzeńcami Fante, a Holendrzy Aszanti.

## Wojny Brytyjczyków z Aszanti 1823-1896
Były serią czterech wojen między wojskami brytyjskimi a Konfederacją Aszanti w latach 1823–1896. Aszanti, główna grupa etniczna żyjąca na terenie dzisiejszej Ghany byli jednym z niewielu narodów afrykańskich stawiającym znaczny opór brytyjskim imperialnym ambicjom w Afryce. Wielka Brytania zaanektowała terytoria Aszanti i sąsiedniego Fante w roku 1896, po czwartej wojnie. Aszanti zostali w końcu pokonani przez Brytyjczyków w roku 1900 podczas stłumienia powstania dowodzonego przez Yaa Asantewaa, Królową Matkę Ejisu.
Pierwsza wojna zaczęła się w roku 1823, gdy Aszanti pokonali małe brytyjskie siły dowodzone przez sir Charlesa McCarthy’ego. Armia Aszanti została pokonana blisko wybrzeża w roku 1826 ale nie posunęła się w głąb kraju. Natąpiła dalsza eskalacja konfliktów między Aszanti a brytyjskim protektoratem Fante w roku 1863, które doprowadziło do strat w ludziach po obu stronach.
Druga wojna zaczęła się w roku 1873, gdy Wielka Brytania przejęła kontrolę nad holenderskimi składami handlowymi na wybrzeżu. Aszanti najechali nowy brytyjski protektorat. Generał Wolseley pokonał Aszanti i zajął szybko Kumasi. W celu zakończenia wojny Asantehene (król Aszanti) w lipcu 1874 podpisał z Brytyjczykami traktat o ochronie.
Brytyjczycy rozpoczęli trzecią wojnę w roku 1894 pod pretekstem aktów okrucieństwa popełnianych przez nowego Asantehene Prempeha I oraz zapragnęli też zabezpieczyć terytorium Aszanti (i ich złoto) od płacenia Francuzom zaliczek na siły kolonialne w Afryce Zachodniej. Brytyjczykami w tej kampanii dowodził Robert Baden Powell.
Asantehene Prempeh I odmówił zapłaty rekompensaty narzuconej przez Brytyjczyków po trzeciej wojnie i uszanowania brytyjskich rezydentów na tym obszarze. Wybuchła kolejna, czwarta wojna. Wojsko brytyjskie znowu zajęło Kumasi, stolicę Aszanti i pojmały Prempeha wraz z innymi liderami Aszanti. Prempeh został skazany na wygnanie na Seszele.

## Powstanie Aszanti 1900
W roku 1900 brytyjski gubernator sir Frederick Hodgson zażądał prawa do Złotego Stolca - świętego, zdobionego złotem tronu, który pozostawał w sercu całej religijnej i feudalnej hierarchii Aszanti, i którego dotykać miał prawo tylko Asantehene. Obraza wywołała powszechne niezadowolenie i bunt. Brytyjczycy stłumili powstanie w roku 1900 i zajęli Kumasi. Królewska kolonia Złotego Wybrzeża została utworzona 26 września 1901.